# سكوت بيكر (قاضي)
سكوت بيكر (بالإنجليزية: Scott Baker)‏ هو قاضي بريطاني، ولد في 10 ديسمبر 1937.